# Трнова (Дубровачко Примор'є)
42°49′ пн. ш. 17°52′ сх. д. / 42.81° пн. ш. 17.86° сх. д.
Трнова (хорв. Trnova) — населений пункт у Хорватії, в Дубровницько-Неретванській жупанії у складі громади Дубровачко Примор'є.

## Населення
Населення за даними перепису 2011 року становило 44 осіб.
Динаміка чисельності населення поселення: